# Mystilus
Mystilus is een geslacht van wantsen uit de familie van de Miridae (Blindwantsen). Het geslacht werd voor het eerst wetenschappelijk beschreven door William Lucas Distant in 1904.

## Soorten
Het genus bevat de volgende soorten:

- Mystilus alboviridescens (Distant, 1904)
- Mystilus antrami Distant, 1909
- Mystilus carinatus Lansbury, 1963
- Mystilus carvalhoi Kim & Jung, 2020
- Mystilus frederici Kim & Jung, 2020
- Mystilus manipurensis Yeshwanth & Chérot, 2019
- Mystilus manni Distant, 1909
- Mystilus priamus Distant, 1904